# Нововолковське сільське поселення
Новово́лковське сільське поселення — колишнє муніципальне утворення в складі Воткінського району Удмуртії, Росія. Адміністративний центр та єдиний населений пункт — селище Новий.
1969 року була утворена Волковська сільрада з центром в селищі Волковський, куди входять також селище Новий та станція Построєчна. 1989 року Новий отримує статус смт, а Волковська сільрада перетворюється в Нововолковську селищну раду з центром в смт Новий.
Ліквідоване 25 червня 2021 року через переформування муніципального району на муніципальний округ.
Населення становить 5910 осіб (2019, 5742 у 2010, 5630 у 2002).

## Склад
До складу поселення входять такі населені пункти:
| Населений пункт     | Населення, осіб (2002) | Населення, осіб (2010) |
| ------------------- | ---------------------- | ---------------------- |
| Волковський, селище | 944                    | -                      |
| Новий, селище       | 4642                   | 5742                   |
| Построєчна, селище  | 44                     | -                      |

В поселенні діють школа, 2 садочки, школа мистецтв, центр дитячої творчості, клуби, 2 бібліотеки, лікарня, молодіжний центр. Серед підприємств працюють Камський завод ЗБВіК, Підводнафтогазсервіс, Крафтпласт, Камський УСМ, Волковський кар'єр.